# Pip (система керування пакунками)
pip — система керування пакунками, яка використовується для встановлення та управління програмними пакетами, які написані на Python. Багато пакетів можна знайти в Python Package Index (PyPI).
Починаючи з версій Python 2.7.9 та Python 3.4, вони містять пакет pip (або pip3 для Python 3) за умовчанням.
pip є рекурсивним акронімом, що означає «Pip Installs Packages» або «Pip Installs Python».

## Інтерфейс командного рядка

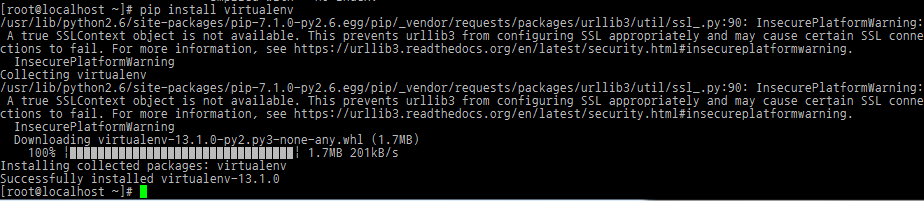
Результат роботи pip install virtualenv

Більшість дистрибутивів Python вже містять pip. Якщо, pip відсутній, то його можна інсталювати за допомогою системи керування пакунками або через cURL, утиліту для завантаження через інтернет:
```
curl
 
https://bootstrap.pypa.io/get-pip.py
 
|
 
python

```

Одна з головних переваг pip це простота інтерфейсу командного рядка, яка дозволяє встановити пакети Python простою командою:
```
pip
 
install
 
some-package-name

```

Так само просто і видаляти пакети:
```
pip
 
uninstall
 
some-package-name

```

Головне, що pip надає можливість керувати всіма пакетами та їх версіями. Це зазвичай робиться за допомогою файлу requirements.txt. Що дозволяє ефективно відтворювати весь необхідний список пакетів в окремому оточенні (наприклад, на іншому комп'ютері)
або у віртуальному оточенні. Це досягається за допомогою правильно відформатованого файлу requirements.txt і наступної команди:
```
pip
 
install
 
-r
 
requirements.txt

```

Встановлення деяких пакетів для конкретних версій python, де ${version} замінюється на 2, 3, 3.6, і т. д.:
```
pip
${
version
}
 
install
 
some-package-name

```

## Використання вебхостингу
Pip використовується для підтримки Python в хмарних платформах, таких як Heroku.